# Directory of Open Access Journals
El Directory of Open Access Journals (DOAJ) es una lista de revistas de acceso abierto, científicas y académicas, que cumplen con estándares de alta calidad como la revisión por pares y el control de calidad editorial. Todas cumplen con la  condición de ser gratuitas para todos al momento de su publicación, sobre la base de la definición de acceso abierto adoptada en la Budapest Open Access Initiative (BOAI). El objetivo del DOAJ es "incrementar la visibilidad y facilitar el uso de revistas científicas y académicas de acceso libre, de manera que se promueve su mayor uso e impacto."
Debido a que el acceso libre es un fenómeno mundial, el DOAJ incluye publicaciones de todo el mundo en muchos idiomas. Es posible navegar por las revistas o buscar por artículos en el interior de muchas revistas, por medio de una interfaz. En mayo de 2009, la base de datos bibliográfica contenía 4.177 revistas, de las cuales 1.531 estaban catalogadas a nivel de artículo. 
DOAJ  fue administrado y parcialmente financiado por las bibliotecas de la Universidad de Lund. Actualmente es administrado por Infrastructure Services for Open Access (IS4OA). Ha recibido o continúa recibiendo financiamiento del Open Society Institute, la Biblioteca Nacional de Suecia, SPARC, SPARC Europe y Axiell. Además, existe un programa de membresía para individuos e instituciones para apoyar el continuo funcionamiento y desarrollo del proyecto. DOAJ también participa en el portal científico global WorldWideScience y participa en el programa Research4life

## Historia

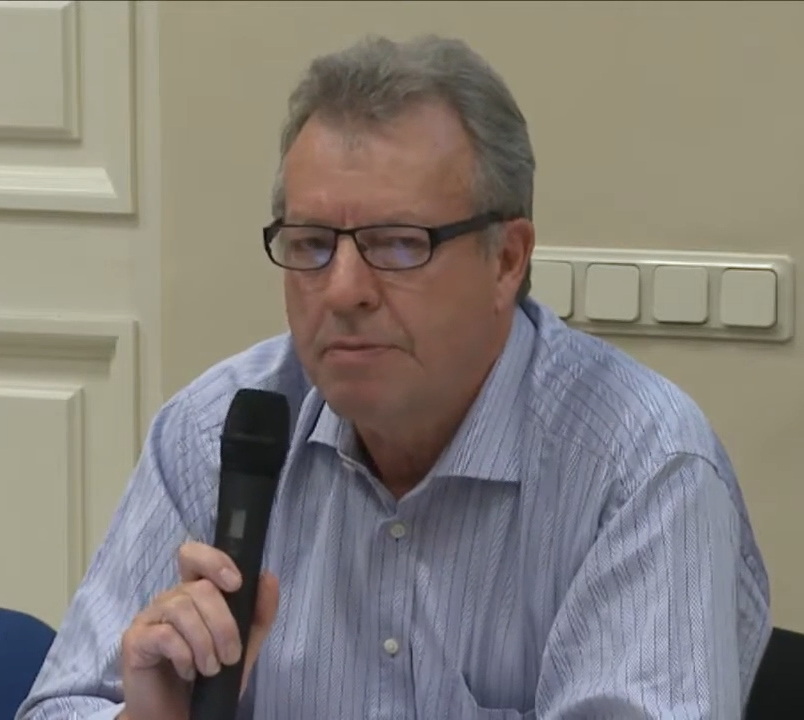
Fundador y exdirector general Lars Bjørnshauge

El Open Society Institute financió varios proyectos relacionados con acceso abierto tras la Iniciativa de Acceso Abierto de Budapest ; el DOAJ era uno de estos proyectos. La idea del DOAJ salió de los debates de la primera Conferencia Nórdica sobre la Comunicación Científica (NCSC) en 2002. Se buscaba desarrollar una ventanilla única a partir de la cual las bibliotecas y los agregadores pudieran integrar a sus servicios los datos de las revistas en acceso abierto. La Universidad de Lund en Suecia , se convirtió en la organización para establecer y mantener el DOAJ. Continuó haciéndose cargo hasta enero de 2013, cuando Infraestructura de servicios para el Acceso Abierto (IS4OA) se hizo cargo del proyecto.
DOAJ incluye publicaciones de todo el mundo en muchos idiomas. Es posible navegar por las revistas y también buscar artículos en el interior de muchas revistas, por medio de una interfaz. Si en 1993 había 20 revistas de acceso abierto en el DOAJ, en 2003 pasaron a ser 1,815. En mayo de 2009, la base de datos bibliográfica contenía 4177 revistas, de las cuales 1,531 estaban catalogadas a nivel de artículo. En octubre de 2014 el Directory of Open Access Journals (DOAJ) recogía 10 018 revistas de 135 países, de las cuales 535 eran españolas. En marzo de 2015 DOAJ contenía más de 10 000 revistas de acceso abierto, al tiempo que incluía nuevos estándares de calidad que permitieran mejorar el proceso de selección de las revistas incluidas. En abril de 2021, DOAJ tenía 11,526 revistas indexadas. Actualmente (marzo de 2025) el DOAJ indexa 21 456 revistas.

## Otras bases de datos bibliográficas de acceso libre
- SciELO, Scientific electronic library online
- Latindex
- Dialnet
- Redalyc
- Portal de revistas científicas del Instituto Panamericano de Geografía e Historia
- Portal de revistas del Colegio de México
- Portal de Revistas Académicas de la Universidad de Chile
- Portal de Revistas Académicas Chilenas
- PubMed Central